# 스테들러
스테들러 마르스 유한책임합자회사(독일어: Staedtler Mars GmbH & Co. KG) 또는 스테들러 SE는 뉘른베르크에 본사를 둔 독일의 다국적 문방구 제조 기업이다. 이 회사는 1835년 요한 제바스티안 스테들러(1800~1872)에 의해 설립되었으며, 필기구 (제도용 도구 포함), 미술 재료, 사무용품 등 다양한 문방구 제품을 생산한다.
스테들러는 나무 케이스 연필, 오버헤드 프로젝터 펜, 샤프 펜슬, 연필심, 지우개, 모델링 점토의 유럽 최대 제조업체라고 주장한다. 스테들러는 26개 이상의 해외 자회사와 9개의 제조 시설을 보유하고 있다. 생산량의 거의 3분의 2는 독일 뉘른베르크의 4개 시설에서 이루어진다. 일부 제품은 일본에서 생산된다. 스테들러의 "노리스" 연필 라인은 영국 학교에서 매우 흔하게 사용된다.

## 역사

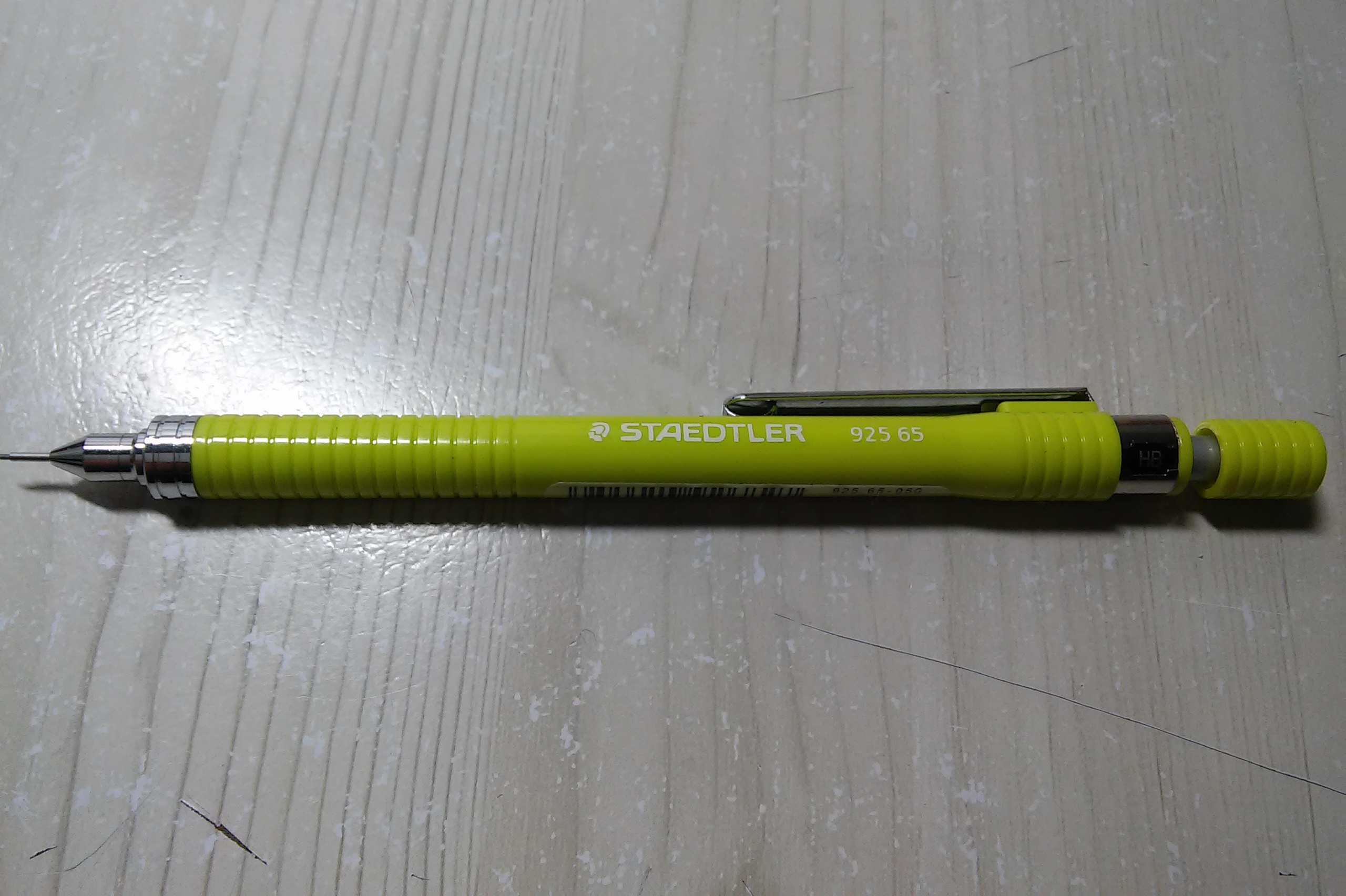
스테들러 925 65

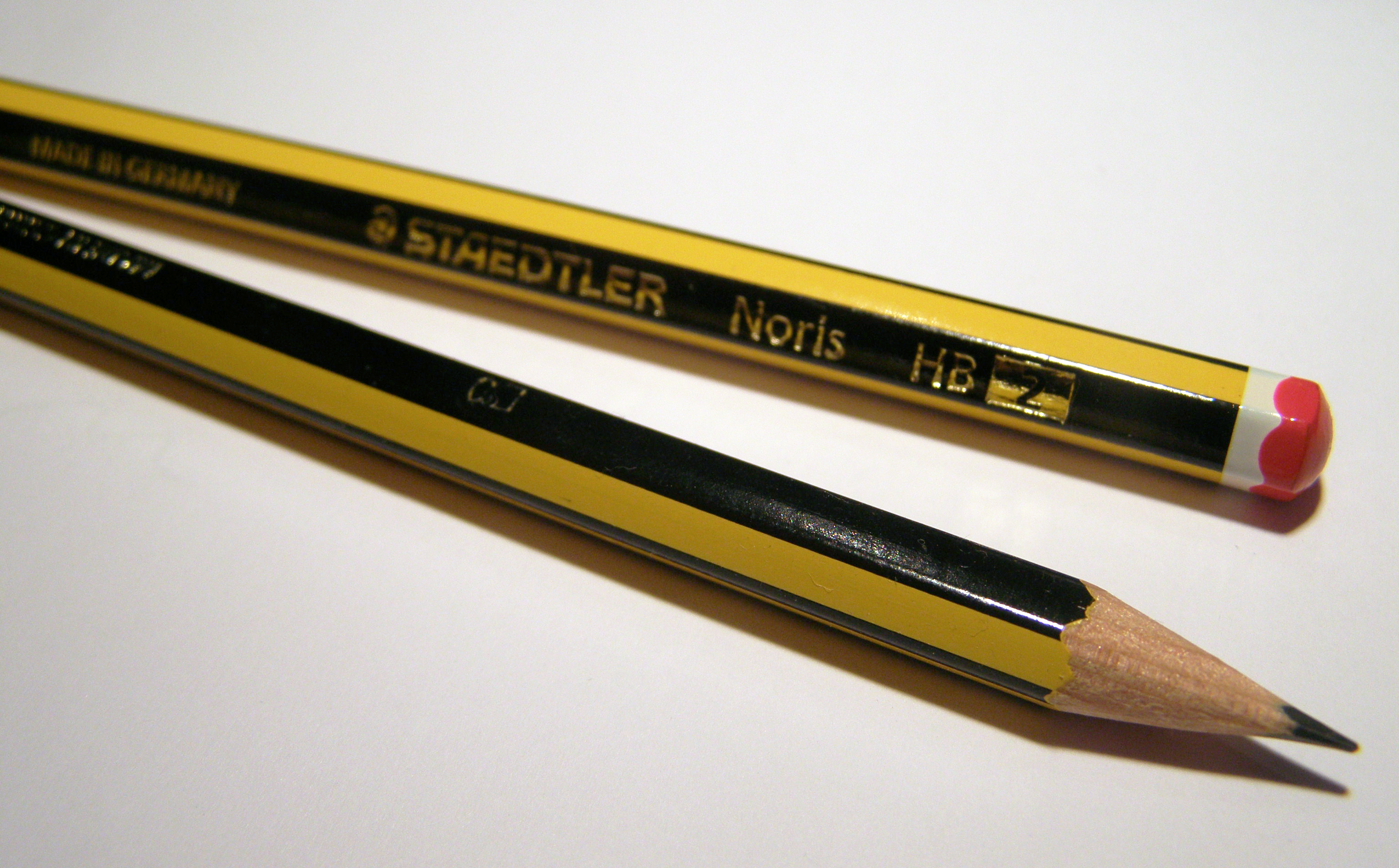
스테들러 연필

이 브랜드의 기원은 17세기로 거슬러 올라간다. 프리드리히 스테들러가 연필심부터 목재까지 전체 연필 제조 과정을 담당했다. 그러나 이 활동은 뉘른베르크 시 의회에 의해 금지되었는데, 제조 과정은 두 명의 다른 전문가에 의해 개발되어야 한다고 명시되어 있었기 때문이다. 스테들러의 노력은 결국 이러한 규정을 폐지하는 데 도움이 되었고, 뉘른베르크의 다른 연필 제조업체들의 작업을 용이하게 했다.
이 회사는 1835년 요한 제바스티안 스테들러가 뉘른베르크에 연필 공장으로 설립했지만, 회사의 뿌리는 1662년 도시 연보에 프리드리히 스테들러가 연필 제조 장인으로 언급된 시점까지 거슬러 올라간다. 스테들러는 시 의회로부터 그의 공장에서 검은 연필심, 붉은 분필, 파스텔 연필을 생산할 허가를 받았다. 1866년에는 직원 54명으로 연간 15,000 그로스(2,160,000개)의 연필을 생산했다.

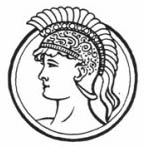
1908년에 출시된 "마르스 머리" 로고의 첫 번째 버전

1900년, 스테들러는 마르스 브랜드를 등록했으며, 이 브랜드는 고대 로마의 전쟁의 신을 나타내는 마르스 머리 로고와 함께 사용되었다. 마르스 이름은 일부 제품 라인에 사용되었다. 스테들러 제품은 같은 해 이탈리아에서 유통되었다. 1901년에는 노리스(Noris) 브랜드를 출시했다.
1922년, 뉴욕에 미국 자회사가 설립되었고, 4년 후에는 일본 자회사가 설립되었다. 1937년에는 회사 이름이 마르스 연필 및 만년필 공장으로 변경되었고, 제품군은 기계식 필기구를 포함하도록 확장되었다. 1949년, 스테들러는 볼펜 생산을 시작했으며, 이는 만년필 대신 널리 사용되기 시작했다(비록 스테들러는 오늘날에도 만년필을 생산하고 있지만).
1950년에는 샤프 펜슬 생산이 시작되었으며, 첫 번째 샤프 펜슬은 목재로 만들어졌다. 4년 후, "루모컬러(Lumocolor)" 브랜드가 등록되었다. 이 브랜드는 스테들러 마커의 다양한 제품군을 디자인하는 데 사용되었다. 마르스 머리는 1958년 스테들러의 최종 로고가 되었다. 이 로고는 그 이후로 여러 차례 스타일 수정이 있었으며, 마지막 수정은 2001년이었다.
1962년에 회사는 테크니컬 펜 생산을 시작했다. 1967년에는 밀라노에 이탈리아 자회사가 설립되었다. 1970년대에 스테들러는 과거 에버하르트 파버 공장이었던 노이마르크트 공장을 인수했다. 그럼에도 불구하고 2009년 스테들러는 "에버하르트 파버" 브랜드 권리를 파버카스텔에 매각했지만, 스테들러는 오늘날 목재 연필을 생산하는 노이마르크트 공장은 유지했다.
이 회사는 2010년에 창립 175주년을 맞이했다. 그 이후로 피모 모델링 점토와 말리(Mali), 아쿠아소프트(Aquasoft) 및 기타 여러 브랜드가 스테들러 이름으로 판매되었다.

## 제품
스테들러의 제품은 다음과 같다: 노리스(Noris), 마르스 루모그래프(Mars Lumograph) (연필); 마르스 플라스틱(Mars plastic) (지우개); 925 시리즈 (샤프 펜슬), 마르스 마이크로(Mars micro) (연필심); 트리플러스(Triplus) (파인라이너); 텍스트서퍼(Textsurfer) (형광펜); 루모컬러(Lumocolor) (마커, 색연필 등) 

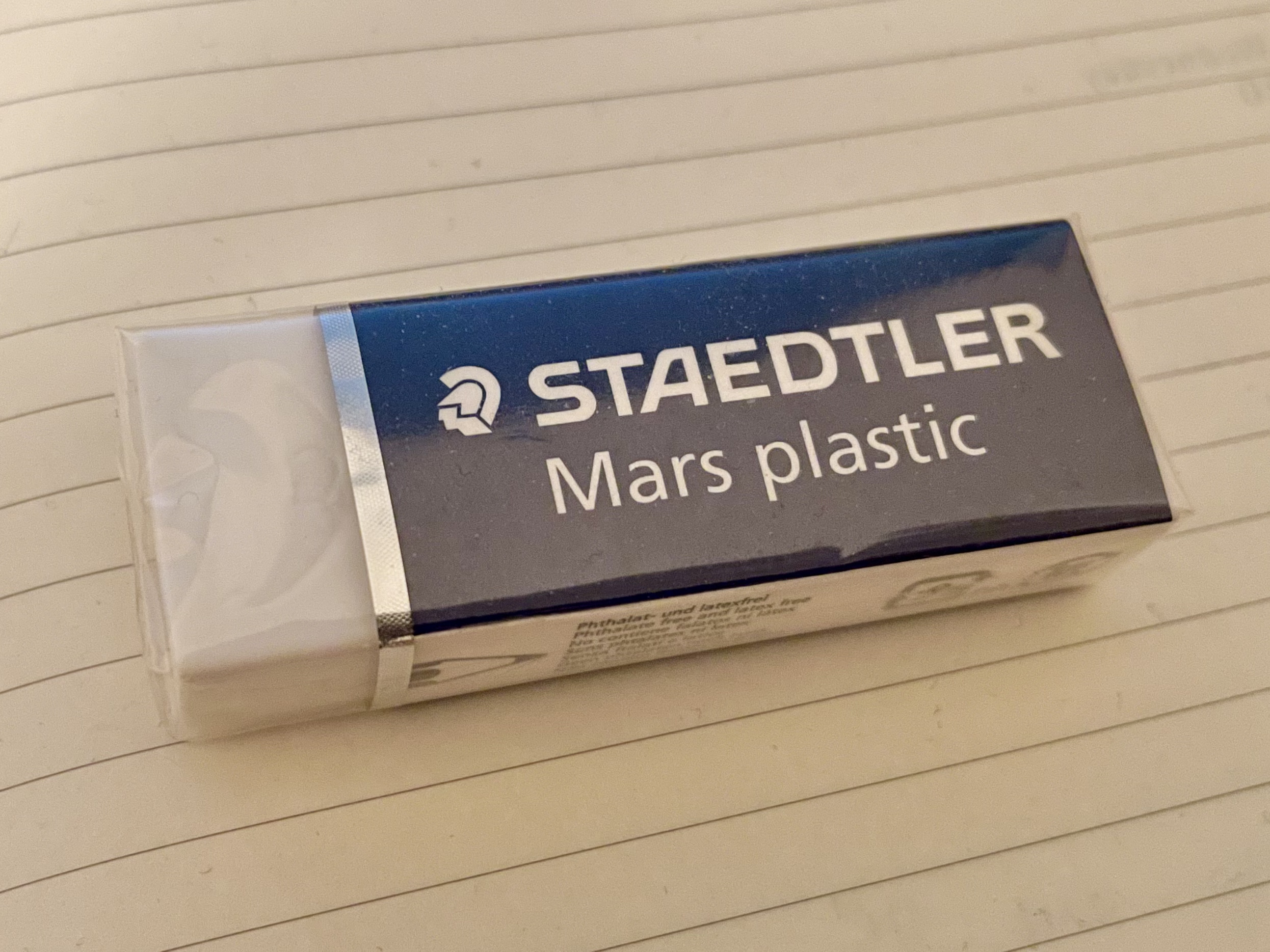
스테들러의 마르스 플라스틱 지우개 제품

다음 표는 모든 스테들러 제품 라인을 보여준다.
| 카테고리  | 제품                                                                         |
| --------- | ---------------------------------------------------------------------------- |
| 필기구    | 흑연 연필, 샤프 펜슬, 연필심, 마커, 형광펜, 볼펜, 롤러볼 펜, 심 연필, 리필심 |
| 제도      | 테크니컬 펜, 컴퍼스, 자, 삼각자, 화판, 레터링 가이드                         |
| 미술 재료 | 색연필, 크레용, 분필, 유성 파스텔, 물감, 모델링 점토, 잉크                   |
| 액세서리  | 지우개, 연필깎이                                                             |

## 수상
스테들러는 제품으로 여러 상을 수상했으며, 가장 최근에는 워펙스 흑연 연필("팀스 디자인"과 협력하여 디자인)과 트리플러스 라인으로 수상했다.

### 2008년
- 레드닷 디자인 어워드, 루모컬러 트위스터 드라이 마커[15]

### 2009년
- 올해의 바이오 복합 재료상, 워펙스 흑연 연필[16]
- ISH 디자인 플러스상, 워펙스 흑연 연필[17]
- 레드닷 디자인 어워드, 트리플러스 776 샤프 펜슬[18]

### 2011년
- 레드닷 디자인 어워드, 트리플러스 426 볼펜[19]

## 같이 보기
- 연필
- 지우개